# ليه براون
ليه براون (بالإنجليزية: Les Brown)‏ هو عازف ساكسفون أمريكي، ولد في 14 مارس 1912 في بنسيلفانيا في الولايات المتحدة، وتوفي في 4 يناير 2001 في باسيفيك بلسيدس، لوس أنجلوس ‏ في الولايات المتحدة بسبب سرطان الرئة.

## وصلات خارجية
- ليه براون على موقع IMDb (الإنجليزية)
- ليه براون على موقع ميوزك برينز (الإنجليزية)
- ليه براون على موقع قاعدة بيانات برودواي على الإنترنت (الإنجليزية)
- ليه براون على موقع إن إن دي بي (الإنجليزية)
- ليه براون على موقع أول ميوزيك (الإنجليزية)
- ليه براون على موقع ديسكوغز (الإنجليزية)
- ليه براون على موقع قاعدة بيانات الفيلم (الإنجليزية)